# 馬目弘仁
馬目 弘仁（まのめ ひろよし、1969年3月1日 - ）は日本の登山家。ザ・ノース・フェイスグローバルアスリート。福島県いわき市出身。

## 概要
福島県立磐城高等学校、信州大学農学部林学科卒業。高校時代より山岳部に所属し、大学時代は社会人クラブでロッククライミングに熱中した。2009年ネパールヒマラヤテンカンポチェ峰（6500ｍ）北東壁初登攀ほか、国内外の山々を多数登攀。2012年にはキャシャール南ピラー(6,770m)初登攀に成功し、第21回ピオレドール賞を受賞した。